# Pachomiusz II (prawosławny patriarcha Antiochii)
Pachomiusz II – prawosławny patriarcha Antiochii w latach 1410–1411.